# Thala Hills
Thala Hills är en kulle i Östantarktis. Australien gör anspråk på området. Toppen på Thala Hills är 63 meter över havet.
Terrängen runt Thala Hills är platt åt sydost. 